# Liste der Kulturgüter in Giswil
Die Liste der Kulturgüter in Giswil enthält alle Objekte in der Gemeinde Giswil im Kanton Obwalden, die gemäss der Haager Konvention zum Schutz von Kulturgut bei bewaffneten Konflikten, dem Bundesgesetz vom 20. Juni 2014 über den Schutz der Kulturgüter bei bewaffneten Konflikten sowie der Verordnung vom 29. Oktober 2014 über den Schutz der Kulturgüter bei bewaffneten Konflikten unter Schutz stehen.
Objekte der Kategorie A sind im Gemeindegebiet nicht ausgewiesen, Objekte der Kategorie B sind vollständig in der Liste enthalten  (Stand: 1. Januar 2023).

## Kulturgüter
| Foto |                                                                                                 | Objekt                                                               | Kat. | Typ | Standort                                                              | Beschreibung |
| ---- | ----------------------------------------------------------------------------------------------- | -------------------------------------------------------------------- | ---- | --- | --------------------------------------------------------------------- | ------------ |
| BW   | Datei hochladen · Wikidata zu Wohnhaus, Diechtigen, Grossteil (Q29786273)                       | Wohnhaus Diechtigen KGS-Nr.: 04255                                   | B    | G   | Grossteil, Diechtigen 1 655379 / 189609                               |              |
| ja   | Datei hochladen · Wikidata zu Speicher, Ei, Grossteil (1634) (Q29786280)                        | Spycher Ei KGS-Nr.: 04256                                            | B    | G   | Grossteil, Ei 1.4 655877 / 187806                                     |              |
| ja   | Datei hochladen · Wikidata zu Wohnhaus Feld, Grossteil (Q29786275)                              | Wohnhaus Feld KGS-Nr.: 04257                                         | B    | G   | Grossteil, Feld 1 655618 / 189241                                     |              |
| ja   | Datei hochladen · Wikidata zu Katholische Pfarrkirche St. Antonius der Einsiedler (Q29786277)   | Katholische Pfarrkirche St. Antonius der Einsiedler KGS-Nr.: 04258   | B    | G   | Grossteil, Hauetistrasse 301.01 655531 / 188600                       |              |
| ja   | Datei hochladen · Wikidata zu Pfarrkirche St. Laurentius mit Beinhaus und Pfarrhaus (Q29786279) | Pfarrkirche St. Laurentius mit Beinhaus und Pfarrhaus KGS-Nr.: 04259 | B    | G   | Rudenz, Rudenzerstrasse 528.01, 528.02 / Kirchplatz 2 656461 / 186990 |              |
| ja   | Datei hochladen · Wikidata zu Burgruine Rudenz (Q994795)                                        | Ruine Burg Rudenz KGS-Nr.: 04260                                     | B    | F   | Rudenz, Burgrainli 656898 / 187078                                    |              |
| ja   | Datei hochladen · Wikidata zu Mittelalterliche Burgruine Rosenberg (Q29034142)                  | Mittelalterliche Burgruine Rosenberg KGS-Nr.: 04261                  | B    | F   | Grossteil, Hofstrasse 654691 / 187020                                 |              |
| ja   | Datei hochladen · Wikidata zu Sakramentskapelle Kleinteil (Q122160351)                          | Sakramentskapelle Kleinteil KGS-Nr.: 05233                           | B    | G   | Kleinteil, Chappeliwald 654241 / 185576                               |              |
| ja   | Datei hochladen · Wikidata zu Wohnhaus und Speicher Kapellmatt (Q122165303)                     | Wohnhaus und Speicher Kapellmatt KGS-Nr.: 05306                      | B    | G   | Grossteil, Hauetistrasse 7, 7.2 655491 / 188608                       |              |
| ja   | Datei hochladen · Wikidata zu Kapelle St. Antonius von Padua (Q29786276)                        | Kapelle St. Antonius von Padua KGS-Nr.: 12284                        | B    | G   | Kleinteil, Rosenburgweg 654711 / 187050                               |              |
| ja   | Datei hochladen · Wikidata zu Wohnhaus Spechtsbrenden (Q29786285)                               | Wohnhaus Spechtsbrenden KGS-Nr.: 12285                               | B    | G   | Grossteil, Spechtsbrenden 7 656041 / 188760                           |              |

## Übrige Baudenkmäler
| ID | Foto |                 | Objekt                            | Typ | Standort                               | Beschreibung |
| -- | ---- | --------------- | --------------------------------- | --- | -------------------------------------- | ------------ |
| 5  | ja   | Datei hochladen | Gedeckte Holzbrücke über die Laui | G   | Grossteilerstrasse 656408 / 187156     |              |
| 8  | BW   | Datei hochladen | Bauernhaus Spechtsbrenden         | G   | Spechtsbrenden 4 655945 / 188676       |              |
| 9  | ja   | Datei hochladen | Bauernhaus Rüti                   | G   | Bergstrasse 4 655091 / 189010          |              |
| 11 | ja   | Datei hochladen | Bauernhaus Brend                  | G   | Obere Brend 1 654295 / 190526          |              |
| 12 | ja   | Datei hochladen | Bauernhaus Halten                 | G   | Halten 1 655028 / 189379               |              |
| 15 | ja   | Datei hochladen | Bauernhaus Furren                 | G   | Hofstrasse 17 654452 / 187394          |              |
| 17 | ja   | Datei hochladen | Bauernhaus Talacheri              | G   | Brünnigstrasse 88 656820 / 187023      |              |
| 18 | ja   | Datei hochladen | Spycher Brend                     | G   | Hofstrasse 7.1 654665 / 187078         |              |
| 20 | ja   | Datei hochladen | Bauernhaus Eili                   | G   | Rütistrasse 17 655155 / 188999         |              |
| 21 | ja   | Datei hochladen | Bauernhaus Nageldach              | G   | Nageldach 1 655478 / 189169            |              |
| 24 | ja   | Datei hochladen | Bauernhaus Studi                  | G   | Rufibergstrasse 21 655945 / 190284     |              |
| 25 | ja   | Datei hochladen | Spycher Rufi                      | G   | Rufibergstrasse 25.1 655742 / 190091   |              |
| 27 | ja   | Datei hochladen | Bauernhaus Chälenboden            | G   | Kälenboden 1 655530 / 189332           |              |
| 28 | ja   | Datei hochladen | Bauernhaus Bünten                 | G   | Bünten 1 655675 / 189418               |              |
| 29 | ja   | Datei hochladen | Dörrhaus Halten, Summerweid       | G   | Bergstrasse 655091 / 189720            |              |
| 31 | ja   | Datei hochladen | Bauernhaus Spechtsbrenden         | G   | Grossteilerstrasse 108 655921 / 188642 |              |
| 32 | ja   | Datei hochladen | Bauernhaus Spechtsbrenden         | G   | Rössligasse 2 655853 / 188659          |              |
| 33 | ja   | Datei hochladen | Bauernhaus Chappelenmatt          | G   | Chappelenmatt 1 655668 / 188638        |              |
| 34 | ja   | Datei hochladen | Melchaamatten                     | G   | Brünigstrasse 4 657459 / 187914        |              |
| 36 | ja   | Datei hochladen | Bauernhaus Brend                  | G   | Hofstrasse 10 654656 / 187106          |              |
| 37 | ja   | Datei hochladen | Bauernhaus Juch                   | G   | Juch 2 655562 / 189031                 |              |

Legende: Siehe Legende der Liste der Kulturgüter von nationaler und regionaler Bedeutung. Anstelle der KGS-Nummer wird als Objekt-Identifikator (ID) die Inventar- oder Gebäudenummer in der Bau- und Nutzungsordnung der Gemeinde verwendet.